# آرتور دابسون (بازیکن فوتبال)
آرتور دابسون (انگلیسی: Arthur Dobson؛ ۱ آوریل ۱۸۹۳ – ۲۹ مارس ۱۹۱۸) بازیکن فوتبال بود.
از باشگاه‌هایی که در آن بازی کرده‌است می‌توان به باشگاه فوتبال استون ویلا اشاره کرد.